# Fate/strange Fake
《Fate/strange Fake》是成田良悟撰寫、森井しづき繪製插畫，以TYPE-MOON視覺小說《Fate/stay night》為題材的外傳小說。以及改編自同作，森井しづき作畫的漫畫作品。原作小說由電擊文庫、漫畫版由TYPE-MOON BOOKS發刊。小說版和漫畫版第1冊同時於2015年1月10日發行。本次是作為「偽聖杯戰爭」而進行，時間是第五次聖杯戰爭結束的數年後（大概在第六卷中有提到已經過了三年）。小说版全卷受奈须蘑菇监修下出版。
2019年12月，为宣传小说第6册发售发布A-1 Pictures制作的電視廣告。其中担任旁白男主角理查一世由小野友树配音。2023年7月2日，Aniplex宣布将本作制作电视动画系列（季番），并公开美国版预告片。
2024年12月31日，TV动画播出日本版第一集后便在手机游戏《Fate/Grand Order》，理查1世以2025年新年PU召喚从者实装。职阶是Saber，稀有度☆5。而且，霊基再臨3会以不同于小说结局发展完全不同样子出现（作者在X上留言）。

## 概要
本作是「Fate系列」的外傳作品，原作為2004年發表的《Fate/stay night》，其後陸續以遊戲、小說、漫畫等各種形式發行了相關作品，本作亦是其中一環的創作。本作雖然是從2015起開始出版，但其原型的公開可追溯到2008年。
最初是成田良悟在個人主頁「RESISTANCE黑子SHOW」中作為愚人節企劃於2008年4月1日限定登載的，以《Fake/states night》為標題所發表的二次創作小說，並以「架空遊戲公司『惡悟屋』的商品介紹網頁，今日公開小說序章」此虛構的企劃發布。
在2009年2月21日的漫畫雜誌《Comptiq》增刊號，TYPE-MOON専門特集雜誌「TYPE-MOON ACE」Vol.2中，以別冊附錄形式收錄了原網路版本加筆修正後的冊子，並成為Fate系列正式的外傳作品《Fate/strange fake》（此時「fake」的「f」為小寫）。當時的裝訂戲仿了TYPE-MOON官方的書系名「TYPE-MOON BOOKS」，以「TYPE-MOON ACE BOOK」為書系名。此外，本次也是首次公開森井しづき的插畫及本作原創角色的設定。
之後，除了偶爾在TYPE-MOON綜合企劃中出現本作的角色（例如2009年愚人節企劃「戰車男」中出現了本作原創設定角色「恩奇都」，後來在『TYPE‐MOON 10th Anniversary Phantasm』中由春野友矢漫畫化）以外，本篇的公開發展幾乎完全沒有。直到2014年7月27日在品川Intercity大廳舉辦的「Fate Project 最新情報發表會」上發布了本作將在電擊文庫出版小說系列，同時將在TYPE-MOON BOOKS刊行森井的漫畫版。
小說和漫畫版第一冊同步在2015年1月10日發售。另外，由於刊行漫畫版的TYPE-MOON BOOKS沒有在一般書店通路流通，本作透過MEDIA PAL出版社得以在一般書店中販售。

## 故事簡介
在日本冬木市發生第五次聖杯戰爭的數年後，美國西部的雪原市（史诺菲尔德）再一次觀察到聖杯的預兆。魔術協會調查的結果發現，這是某人模仿原版聖杯戰爭的技術所為。由於不完全的模仿，系統存在缺陷，少了本該有的職階，卻召喚出不該被選上的從者。另外根據美國某個國家機構的推測，從都市外也湧入了大量的魔術師，「虛偽的聖杯戰爭」即將開幕。

## 登場人物
聲優如無特殊說明則為動畫版的聲優。

### Saber陣營
綾香·沙条（聲：花澤香菜）
Saber的御主（Master），但是面对Saber「你是我御主吗？」的提问选择否认。在Saber的面板上显示为“御主(？)：绫香·沙条”。外表是一名20多歲，染金髮戴眼鏡的人类女性。以前住在冬木市，辗转于国内外，不認識魔术和圣杯战争，但遭到爱因茲貝倫家族的菲莉娅所控制，被灌入关于圣杯战争的基础知识以及五枚令咒，头发也变成现在这样，被逼參加这次偽聖杯戰爭。疑似是《Fate/hollow ataraxia》开头提到鬼故事中主人公A氏，有时会看到全身带血的女孩子的幻影。被控制着用来以获得圣杯颠覆掉包括第五次圣杯战争在内的全部结果。意识到自己的命运被早在几年前就被他人决定了，注定会参加圣杯战争，注定会成为Saber的御主。但打算反抗这份命运，所以回答否认。
和《Fate/Prototype》的主角名字相同，但那位沙条綾香在此作中曾是艾梅洛二世的學生，且通过打电话确认目前人在羅馬尼亞；同是二世学生的費拉特看到时則指出其魔力流動與另一位沙条綾香不同。
在《Fate/strange Fake》前身的短篇中，綾香·沙条雙手雙肩和背上共有5個令咒。可以任意挑選五個英靈進行召喚，當中包括柏修斯、伊阿宋、斯卡塔赫、許德拉、斯庫拉和董白等十多名從者。每個從者的召喚時間共30分鐘，可以同時召喚五個從者。使用寶具等消耗魔力的行為，會縮短30分鐘的時限。相對的，補充魔力的行為則可以延長時限。（令咒似乎為特製，雖然沒有吟唱召喚的咒文，卻能與Saber進行連接）不過上述設定並沒有沿用到正式版小說中。
Saber（聲：小野友树）
真名為「獅心王」理查一世，被大仲馬那個時代魔術界的人稱呼為「徬徨王」。12世纪的英格兰国王，因勇猛善战而有狮心王的称号。十字军东征的参与者。在故事中是亚瑟王的崇拜者。其历史原型诞生和生活在在中世纪奉为信史——《不列颠诸王史》历史书向西欧传播，亚瑟与圆桌传说并一度被视为真实的历史人物时期。
被視為偽聖杯戰爭中最後一名從者，同時是真聖杯戰爭的第一名從者。召唤触媒为装阿瓦隆的箱子，原本计划用来召唤亚瑟王，但出现的是理查一世。Saber被召唤的同时，其御主被Assassin杀死。之后却发现自己与在场的绫香·沙条询问后却得到否认答案，两人开始了魔力供应，因果缔结未知。
在召喚出來後便因與Assassin的戰鬥，破壞雪原市的歌劇院。結果因破壞歌劇院的罪刑而自願被趕過來的警察銬上手銬，並跳到巡邏車頂進行演講，向圍觀民眾表明自己會賠償這次的損失。
寶具之一為「永恆遙遠的勝利之劍」，能將手中的任何武器發揮出類似「誓約勝利之劍」的效果。缺點是如果拿來使用的武器太脆弱的話，用過一次就會崩解。
另一個寶具「為圓環十字奏響獅子」，效果為將同意理查請求的英靈的數據從座上複寫下來，成為與其同行的盟靈，可以通過消耗自己的魔力獲得盟靈的技能和魔術的援助，也可以隨時與盟靈進行對話。有需要的話，甚至能讓這些盟靈以Servant的形式現界，但那需要十分龐大的魔力，普通的Master不可能辦的到。
在小说版第6卷中，借由弗兰西丝卡的幻术看到第五次圣杯战争时期的亚瑟王，知道了她原来是一名女性。
在《Fate/Grand Order》的第六章/Zero中也有自称理查一世的魔人登场。本人在2025年1月1日作為5星Saber實裝。

### 伪从者阵营

#### 偽Archer陣營
緹妮·契爾克（Tine Chelc，聲：諸星堇）
12歲左右褐膚黑髮的少女。會借用地脈的力量使用魔術，詠唱時不發聲音。
為1000年以來長居雪原市此地一族的族長。參加聖杯戰爭的目的並非為了得到聖杯，而是為了將蹂躪自己家園的魔術師和聖杯戰爭一起清除出去。和遠坂時臣一样以君臣之禮對待Archer，但與只是表面遵從的時臣不同，她是真誠的將Archer視為君主服侍，所以Archer對其好感和態度遠超前者數倍。
Archer（聲：關智一）
真名是「吉爾伽美什」，與Fate/stay night和Fate/Zero中的吉爾伽美什是同一人。本身不打算認真參戰，但在喝下返老还童的靈藥之前，發現好友恩奇都，故立刻打消此念頭。剛開始就在城鎮與恩奇都戰鬥製造隕石坑。後來在與真Archer/Avenger的戰鬥中，因被伊斯塔關閉王之財寶與真Berserker而導致落敗，其亡骸由緹妮維持靈基中而未消散，隨後被緹妮喂下返老還童的靈藥而以Alter ago的姿態復活，為另一世界線可能性的吉爾伽美什，並沒有與恩奇都邂逅而獨自完成了旅程，將身體中神的部分清除，也因此沒有神性，模樣為少年時期，與原本不同的是性格溫和態度禮貌，甚至會向身為敵人的真Archer/Avenger與真Rider行禮致敬，戰鬥時一絲不苟，不會浪費一絲魔力。
Archer的召喚者
為了振興沒落的家族而參加聖杯戰爭，出戰前殺死了自己缺乏魔術迴路的兒子與試圖阻止此事的妻子。
用傾盡家族財力和魔力的「鑰匙」召喚出了Archer，但令咒卻被突然出現的緹妮奪走，並被Archer拋棄。不忿之餘攻擊緹妮未果，反被燒成了灰燼。

#### 偽Lancer陣營
銀狼合成獸
Lancer的Master，外形為披著銀色毛髮的狼。
原本是某埃及魔術師造出來召喚用的觸媒，被植入大量魔術迴路，逃走後因強烈「活下去」的願望反而召喚出了Lancer並成為了御主。召喚和使用令咒的方式是狼嚎。
Lancer（聲：小林優）
真名是「恩奇都」，眾神為了對付吉爾伽美什而派遣的人形神造兵器，與其連戰數日而打平收手。成為吉爾伽美什唯一的好友。
合成獸的創造者
原本打算用合成獸為觸媒召喚出埃及神靈。失敗後因為怕被Lancer攻擊而逃走，被法尔迪乌斯割破喉咙后枪杀。

#### 偽Berserker陣營
費拉特·厄斯克德司（Flat Escardos，聲：松岡禎丞）
艾梅洛二世的學生。详细介绍请看艾梅洛閣下II世事件簿#登場角色。出身於地中海的魔術師家族厄斯克德司。得天独厚的不祥之子，或者说是直率的天才笨蛋。偷聽了時鐘塔中的秘密會議而得知偽聖杯戰爭的存在，因為感到有趣而決定參加。誤以為寄給艾梅洛二世的短劍是老師為自己準備的聖遺物（其實只是寫給遊戲公司反饋明信片而得到的贈品），在艾梅洛二世不知道包裹內容物的情況下要求將其送給自己。在沒有進行召喚儀式、僅僅是擺弄魔力流動的情況下召喚出了從者（Servant）。
被法迪烏斯所派遣的狙擊手槍殺身亡，但身体中的『提亞·厄斯克德司？』卻甦醒了。
Berserker（聲：堀內賢雄）
真名为「开膛手杰克」。
由於开膛手杰克現實中的身份不明，故每次召喚出來的「开膛手杰克」都會不一樣，本作的杰克亦和《Fate/Apocrypha》的杰克不同。
他是人们猜测中，對杰克各種可能推論的具现化。故此，样貌、性别、甚至连是否人类都是不明，可以任意变化自己的外貌，并可以随意拥有想要的武器或道具，曾變成《Fate/Apocrypha》中的杰克，使費拉特怕被別人看到而被報警。
雖然是應該喪失理性的Berserker職階，但卻保有開朗的紳士人格，甚至還比自己那總是有破天荒思考的御主更貼近於一個常識人。費拉特推測可能是因為本來就是瘋狂的象徵，所以負負得正了。
提亞·厄斯克德司？（Thia Escardos？）
為費拉特的祖先——梅薩拉·厄斯克德司制作出來的存在，製作目的是『地球下一個原住民』。費拉特被法迪烏斯所派遣的狙擊手槍殺身亡後甦醒，並因費拉特被殺而決定毁滅導致費拉特被殺死的城市（史諾菲爾德）。被形容為強大能量的奔流。後與艾梅洛二世的學生們接觸。

#### 偽Assassin陣營
捷斯塔·卡托雷（Jester Karture，聲：橘龍丸）
死徒，由於其否定人類史的本質，難以被普通人類傷害，但對聖堂教會的武裝較不具耐性。剛召喚出Assassin就被她殺死。似乎有多顆心臟與外型可切換，因此並未死亡。愛上了自己的Assassin，認為她那不屈不撓、信仰堅定的姿態相當美麗，想要看到那份美麗被強大之物摧毀崩壞的模樣。有著想要託付給聖杯的願望，但目前不明。
Assassin（聲：Lynn）
暗殺教團阿薩辛教派的一員，信仰比教團中任何人都還狂信的少女。為了成為第十九代的哈桑．薩巴赫而苦心修練習得前十八代首領持有的神業，卻被長老們以缺乏獨創性、信仰不夠堅定為由而淘汰。因沒有繼任哈桑之名，所以真名不是哈桑，也沒有戴骷髏面具。
對於歷代的哈桑們追求異教傳承中的聖杯之事感到難過，因此希望能破壞迷惑他們的聖杯。除此之外，追求聖杯的不論是從者還是魔術師，都會被她視為「被聖杯迷惑的墮落者」而將其排除，也因此剛被召喚時便殺害自己的御主。不過為人意外的正直，不喜歡傷害無辜。
將死徒視為「對人類有害之物」而視為最優先排除事項。

#### 偽Caster陣營
奧蘭德·利夫（Orlando Reeve，聲：羽多野涉）
史諾菲爾德的警察局長，在整座城市鋪設監視網，與法蘭契絲卡聯手舉辦並參戰虛偽聖杯戰爭的魔術師。
率領著約三十名警察組成「二十八人的怪物」(來源是凱爾特神話裏和庫丘林單挑的對手)，全員均為魔術師且裝備了Caster製作的寶具，打算成就憑藉人類之手打倒英靈的偉業。
Caster（聲：森久保祥太郎）
真名是「亞歷山大·仲馬」。紫色和尚头的男人。
自身並非英雄，而是創造英雄的人。能力是「昇華」，也就是製作讓人類也能使用的寶具。
對聖杯沒有興趣，不下場參與聖杯戰爭，僅作為觀眾觀看，並提供製作的寶具給御主使用。平時只會窩在自己的工房，不時打電話騷擾自己的御主，要求他送美食和美女到自己的房間內。但其實很擅長情報蒐集，以一己之力透過網路收集大量資訊，不只知道許多內幕，連其他陣營的機密都可以迅速得到。
寶具為「火槍手們，挑戰風車吧」，一次召喚中只能使用特定次數的的他人支援型寶具。對一個人的人生以自己的體驗和創作來進行「執筆．改稿」，使其的力量翻漲數倍至數十倍。
貝菈·列維特
「二十八人的怪物」的成員之一，作為奧蘭德秘書的女性警察。
約翰·溫高德
「二十八人的怪物」的成員之一，二十八歲的熱血青年，為了保護人民而成為了警察。
魔術師家系的次男，沒有繼承魔術刻印與知識。母親原本也是位警察，在他小時候因公殉職，而他立誓走上相同的道路。
原先使用匕首型寶具，但在與在與捷斯塔的戰鬥中連帶右手一起失去。即便如此，作為守護平民的警察還是不願放棄戰鬥，他的熱情被Caster看中，因此對他特別關照。

#### 偽Rider陣營
繰丘椿（聲：古賀葵）
10歲零3月的黑发少女。
因為被繰丘夫婦用「細菌」改造的緣故，體內有大量的魔術迴路。但因為「細菌」的副作用，肉體在中央醫院呈植物人狀態。通過夢境中的精神體無意識地召喚了身為疾病的Rider。並以精神體的狀態控制Rider及到處行動，也對現世造成影響。
以两道令咒下令瘟疫释放结界内除了自己的所有人结束战斗，实现自己永远孤独一人的心愿后倒下。其父母清醒後打算回收最后一劃令咒，但被西格瑪阻止。
Rider
正體為以瘟疫為主體的災厄概念，由於符合四騎士其中之一的象徵，而以蒼白騎士(Pale Ride)為真名作為Rider階職被召喚。
因為原本就不是人類，所以不具情感，只是將關於聖杯戰爭的知識系統化重現，是個如同機器人的存在。沒有個人慾望，也不追求聖杯，只作為從者為實現御主心願而行動。
繰丘夫妻（聲：细川祥央〔繰丘夕鹤〕、藤田曜子〔繰丘母〕）
建立偽聖杯戰爭系統的家族之一。除了聖杯戰爭外還從間桐家偷盜了「蟲」的魔術，並發展成了獨有的「細菌」魔術。只重視一族魔術迴路的延續，愛著椿，但愛的是她所背負的「一族的未來」，而不是椿的人性。椿陷入沉睡後也只關心女兒的身體能否生育，完全不在意女兒能否醒來。
計劃召喚秦始皇之前被Rider襲擊，不只阻止了他們的召喚，還被拖入夢中。清醒後的第一件事就是想搶奪女兒的令咒，惹怒已立誓要保護椿的西格瑪，被他打成半死不活，原先準備的聖遺物也被取走。

### 真从者阵营

#### 真Assassin陣營
法迪烏斯·迪奧蘭德（Faldeus Dioland，聲：榎木淳彌）
隸屬於美國國家機構的魔術師，曾在時鐘塔學習，知曉本次聖杯戰爭的黑幕。
其一族改造雪原市靈脈，通過「某人」盜取冬木聖杯碎片，再召喚偽從者補足地脈，進而進行真正的聖杯戰爭。
真Assassin
19位哈桑·薩巴赫中的一位，幽弋的哈桑。擁有EX級「氣息遮斷」，但相對的，其屬性會低於其他哈桑；也有從影子中提取魔力的保有技能「影燈籠」。因為影燈籠的關係，詳細的屬性與寶具皆不明，連身為其御主的法迪烏斯都無從得知。

#### 真Archer陣營
巴斯迪羅德·哥德里昂（Bazdilot Cordelion）
意大利黑道所屬的魔術師，冷酷無情的三十多歲男子，勢力遍布美國全土的大型黑手黨・史夸提奧家族的成員之一。使用的魔術系統是「支配」，將這類魔術運用在自己身上，以強制穩定自己的精神。
被阿爾喀得斯認為有著現代不該有的龐大魔力。實際上準備了兩萬四千九百七六人份的祭品供給魔力。
不需要高潔的英雄，因此用三劃令咒下令「取下掩飾」、「想起曾見過的人」、「接受地上之衣（人之本質）」，同時通過從冬木得到的黑泥污染了阿爾喀得斯。
真Archer/Avenger
真名為「阿爾喀得斯」（赫拉克勒斯的乳名），和《Fate/stay night》的Berserker為同一人。
本次中，原以Archer職階出現，卻遭御主以黑泥和三劃令咒污染，懷抱向神復仇的想法混合了Avenger職階，身形也大幅改變，並失去神性和十二試煉等能力。因主人的令咒回想起生前作為人類的感情，接受了作為人類之「業」的黑泥而反轉，為了向玩弄他人生的眾神復仇他捨棄並否定了身為高潔英雄的自己，開始使用原本的乳名阿爾喀德斯。
因為還擁有在《Fate/stay night》中冬木聖杯戰爭的記憶，由於吉爾伽美什殺害伊莉亞，而對他懷恨在心，故剛出場就去攻擊吉爾伽美什。
能夠輕而易舉地迴避全方位射出的王之財寶。因為Avenger職階的影響對有神性的英靈有著異常的執著。單論屬性總和更在吉爾伽美什之上。技巧高超，能從20公里外精準狙擊敵人。

#### 真Rider陣營
朵莉絲‧魯山德拉（Doris Lusendra）
真Rider的Master，擅長使用強化魔術。
家族目標是以肉身重現東洋的幻想種-鬼種，多年來不斷進行改造肉體與魔術迴路。然而上代家主在日本找尋材料時遇上真貨，慘死在對方手上，不只魔術刻印因此丟失了一大半，還樹立了無數敵人。朵莉絲繼任後，等待家族的不是緩慢的滅亡，就是覆滅在敵人的進攻之下，她為了扭轉這一局面而參加聖杯戰爭。
正要召喚Rider時被艾梅洛教室的學生找上，被對方提出以一對一決鬥的方式決定簽訂契約的權力，後因輸給遠坂凜而交出令咒。之後他們利用肯尼斯留下來的秘術實現契約的共享，將令咒分給三十幾位艾梅洛教室的學生，但是由于「讓最開始寄宿令咒的人當觸媒會更安定」這種理由，讓朵莉絲也作為Rider御主加入系統中。目前做為艾梅洛教室陣營的一員行動，與緹妮和銀狼陣營處於合作關係。
真Rider
真名為「希波呂忒」，希臘傳說中的亞馬遜女王。外表年約16-18歲，有真Archer在生前有段因緣，被其殺害。
對聖杯的願望是想要將自己的想法，傳達給因神從中作梗而為敵的赫拉克勒斯。但在知道對方以復仇者的身份被招喚後，她也失去了追求聖杯的理由。
同意艾梅洛教室瓦解虛偽聖杯戰爭的目的而合作。

#### Watcher陣營
西格瑪（聲：梶原岳人）
魔術使，傭兵。對自身活著的實感相當淡漠。
真實身份為《Fate/Zero》中登場的久宇舞彌年幼從軍時被強姦而生下的兒子。
由於本次聖杯戰爭系統的扭曲，在召喚出Watcher後使得Lancer職階變為額外職階，導致自己成為了有著Lancer職階的普通人。
在挺身保护了繰丘椿，以圣杯战争参加者身份向繰丘夫婦宣战後，坚定了破坏此次圣杯战争的决心。憑藉著被艾梅洛二世指導及大仲馬昇華後的墮神之弓擊敗伊斯塔。
Watcher
身份不明，由西格瑪在沼澤小屋中召喚。並非神、魔或英雄，而是現象的體現，居高臨下俯視著這座城市的「看守(Watcher)」。
本身沒有戰鬥能力，取而代之的是擁有從被召喚出來的那一瞬間起盯著整場聖杯戰爭的觀測能力。
藉由投射出來的影子們與西格瑪交談，但一次只能投射出一人。影子們的形貌與性格各異，具體現身的有三人，分別是「臉上到衣領下有條大傷痕、其中一隻腳裝著白色的義肢，自稱船長的老人」、「背後安裝著覆有蠟和羽毛，類似翅膀的機械裝置的少年」，和「白裝裹身、手上的手杖上纏有一條蛇的少年」。另外只有出現聲音，沒出現在西格瑪面前的尚有數人。
鮫（コウ）
椿が投影している夢の中に出現した麗人。サーヴァントではなく、残響のようなものと自称している。

始皇帝と面識のあるかのような言動を見せ、繰丘夫妻の所持していた『神堕としの弩』をシグマに授けた。
ヴァレリー・フェルナンド・ヴァンデルシュターム
通称「ヴァン＝フェム」。フラットの知人である上級死徒。
Fateシリーズと設定を共有する『月姫』シリーズ初出のキャラクター。吸血鬼の枢軸・死徒二十七祖の一人。

#### 真Caster陣營
法蘭契絲卡·普列拉堤（Francesca Prelati，聲：內田真禮）
真Caster的御主，外表是哥特式风格打扮的少女的不明人物，在聖女貞德的時代已經存在，貞德最後的遭遇也與她有所聯繫。
自稱很難被完全殺死，曾被無數人殺了很多次，但只有一人曾真正意義上殺死自己。
觀測過多次聖杯戰爭，知曉本次聖杯戰爭相當多的內幕，包括虛偽的聖杯戰爭會昇華為真正的聖杯戰爭、綾香·沙条的存在以及Ruler難以介入的事實。
暗中準備了召喚Saber的觸媒，原本預計召喚的Saber會是阿爾托莉亞·潘德拉剛，但最後召喚出的不明Saber出乎了她的意料。
與其從者為不同身體的同一人。
真Caster
真名為「法蘭索瓦·普列拉堤」，與其御主為不同身體的同一人。
與聖女貞德同時期的魔術師，將螺湮城教本的意大利語翻譯本贈與吉爾·德·萊斯之人，據說吉爾看到他的真身後就變得瘋狂。

#### 真Bersekrer陣營
哈露莉（Haruri）
真Berserker的御主。黑魔術師。召喚Berserker受其暴走所傷，在瀕死時得到一位白衣女子的治療。
魔術協會因為覬覦她家族的秘密，將她的父母指定為異端殺害，並被奪走幾乎所有的魔術研究。雖然她保住了一命，並得以繼承家族的魔術刻印，但也因此憎恨整個魔術社會。參加聖杯戰爭的目的是為了向魔術社會復仇，想託付給聖杯的願望是「讓神祕暴露在光天化日之下，使得神秘從此化為虛無」。
祖父為奧德·波爾扎克，就是在《Fate/Zero》中被娜塔莉亞所殺的魔蜂使。
真Berserker
真名為胡姆巴巴。
擁有獅子頭、機械身體和四條蜘蛛般的機械腿。能將發電廠的電力轉化為魔力。這並非她原本的身軀。

### 魔術協會
艾梅洛閣下二世（Lord El-Melloi II，聲：浪川大輔）
本名韋佛·維爾維特，時鐘塔導師，十二君主之一，掌管排於末席的現代魔術系。
詳情可於《Fate/Zero》與《君主·埃尔梅罗二世事件簿》參照。
朗格爾（聲：咲野俊介）
魔術協會的情報人員，人偶師。被派往調查雪原市的聖杯戰爭，操縱的分身在史諾菲爾德市被殺，目前在時鐘塔遠端關注著聖杯戰爭。
格蕾
艾梅洛二世的弟子。
亞瑟王的遠親後人，另外亦是小說《君主·埃尔梅罗二世事件簿》的主要人物。
富琉加
占星术者。被艾梅洛二世委托调查雪原市的圣杯战争，也是小说《君主·埃尔梅罗二世事件簿》中登场人物。

### 聖堂教會
漢薩·賽凡堤斯（聲：小西克幸）
圣堂教会的神父，擔任本次聖杯戰爭的監督者。
本職是代行者，代行神之意志消滅魔物之人。擅長武術，同時肉體七成被改造成機械，體內暗藏強大火力。
基本上保持中立，不插手參戰者之間的戰鬥。唯獨對身為死徒的捷斯塔·卡托雷是例外，不惜親自下場也要消滅他。
四重奏
漢薩的助手，由聖堂教會派來的四名武裝修女，聽從漢薩的指示行動。

### 其他
基修亞·澤爾里奇·修拜因奧古（聲：泽木郁也）
外號寶石翁，第二魔法的使用者，現存的五位魔法使其中一人。首次登場於《月姬》的衍生作品《歌月十夜》。
死徒二十七祖之一，參與大聖杯制作的見證人之一。
菲莉雅
愛因茲貝倫的人造人，但就在某個時間點被伊斯塔女神篡奪了身體，人格被其完全覆蓋掉，目前由女神全面掌控，也因此完美展現殘暴、旁若無人的性格，對吉爾伽美什與恩奇都抱有殺意。直接在森林建立自己的神殿，並召喚天之公牛。
寇巴克·艾爾卡特拉斯（聲：岸尾大輔）
死徒二十七祖之一，澤爾里奇的多年好友。首次登場於《月姬》的衍生作品《歌月十夜》。
通常只会以电话的形象出面与他人交谈的怪人。
梵•斐姆
死徒二十七祖之一。原本预定将于《月姬2》登场的角色。
屬于肯定人類派的死徒，在人類社會是個商業大亨，擁有極大的經濟力與權力。近數百年來熱衷於生態學，會為地球環境而憂慮。
尼祿·卡歐斯
死徒二十七祖之一，首次登場於《月姬》。在Saber的回憶中短暂出場。
12世纪时曾经跟Saber领导着的十字军东征战斗过。
藤村大河
冬木市穗群原學園的老師。
《Fate/stay night》登場的教師。
查爾斯
法國小說家，在Caster的回憶中出場。
基度山伯爵
名字是爱德蒙·唐泰斯，偽Caster的作品《基度山恩仇記》主人公，為實質存在的人物。然而世人並不知曉。
僅在回憶中出現，在與偽Caster的交談得知自己若不放下仇恨的話只有淪為焦炭這一末路後仍選擇繼續復仇，並認為成為復仇者的自己不再是人類而早已捨棄爱德蒙·唐泰斯這一名字。
首次登場於《Fate/Grand Order》。
獅子劫界離
《Fate/Apocrypha》登場的魔術師。
特斯卡特利波卡
阿茲特克神話中最重要的神祇之一，同時也是冥界米克特蘭，休憩樂園米克特蘭帕支配者。
首次登場於《Fate/Grand Order》。

## 出版書籍

### 小說
| 集數 | ASCII Media Works | ASCII Media Works      | 台灣角川       | 台灣角川               | 天闻角川      | 天闻角川               |
| 集數 | 發售日期          | ISBN                   | 發售日期       | ISBN                   | 發售日期      | ISBN                   |
| ---- | ----------------- | ---------------------- | -------------- | ---------------------- | ------------- | ---------------------- |
| 1    | 2015年1月10日     | ISBN 978-4-04-869168-0 | 2016年6月27日  | ISBN 978-986-473-147-3 | 2020年1月     | ISBN 978-7-5470-5268-6 |
| 2    | 2015年5月9日      | ISBN 978-4-04-865129-5 | 2016年10月13日 | ISBN 978-986-473-321-7 | 2020年6月     | ISBN 978-7-5470-5355-3 |
| 3    | 2016年5月10日     | ISBN 978-4-04-865763-1 | 2017年2月23日  | ISBN 978-986-473-508-2 | 2021年6月     | ISBN 978-7-5570-2466-6 |
| 4    | 2017年4月8日      | ISBN 978-4-04-892756-7 | 2017年12月25日 | ISBN 978-957-853-129-1 | 2021年9月下旬 | ISBN 978-7-5570-2549-6 |
| 5    | 2019年4月10日     | ISBN 978-4-04-893519-7 | 2020年5月27日  | ISBN 978-957-743-750-1 | 2024年7月     | ISBN 978-7-5133-5711-1 |
| 6    | 2020年1月10日     | ISBN 978-4-04-912956-4 | 2021年3月24日  | ISBN 978-986-524-229-9 | 2025年        | ISBN 978-7-5133-6099-9 |
| 7    | 2022年3月10日     | ISBN 978-4-04-914283-9 | 2022年11月23日 | ISBN 978-626-321-960-1 |               |                        |
| 8    | 2023年2月10日     | ISBN 978-4-04-914820-6 | 2023年10月18日 | ISBN 978-626-378-043-9 |               |                        |
| 9    | 2024年3月8日      | ISBN 978-4-04-915448-1 | 2024年10月23日 | ISBN 978-626-400-675-0 |               |                        |

### 漫畫
| 集數 | ASCII Media Works | ASCII Media Works      | 台灣角川       | 台灣角川               |
| 集數 | 發售日期          | ISBN                   | 發售日期       | ISBN                   |
| ---- | ----------------- | ---------------------- | -------------- | ---------------------- |
| 1    | 2015年1月10日     | ISBN 978-4-89-610930-6 | 2018年12月17日 | ISBN 978-9-57-564633-2 |
| 2    | 2016年1月14日     | ISBN 978-4-04-730989-0 | 2019年6月19日  | ISBN 978-9-57-743058-8 |
| 3    | 2017年8月23日     | ISBN 978-4-04-730990-6 | 2019年9月12日  | ISBN 978-9-57-743251-3 |
| 4    | 2019年10月4日     | ISBN 978-4-04-730991-3 | 2020年12月10日 | ISBN 978-9-57-853129-1 |
| 5    | 2022年2月10日     | ISBN 978-4-04-730992-0 |                |                        |

## 外部連結
- 電撃文庫官方網站 Fate/strange Fake(1)（页面存档备份，存于）（日語）
- 『RESISTANCE黒子SHOW』（页面存档备份，存于） - 作者個人網站（日語）
- TYPE-MOON Official Web Site（页面存档备份，存于）（日語）
- 電視動畫官方網站（日語）